# Rathaus (Gossenberg)

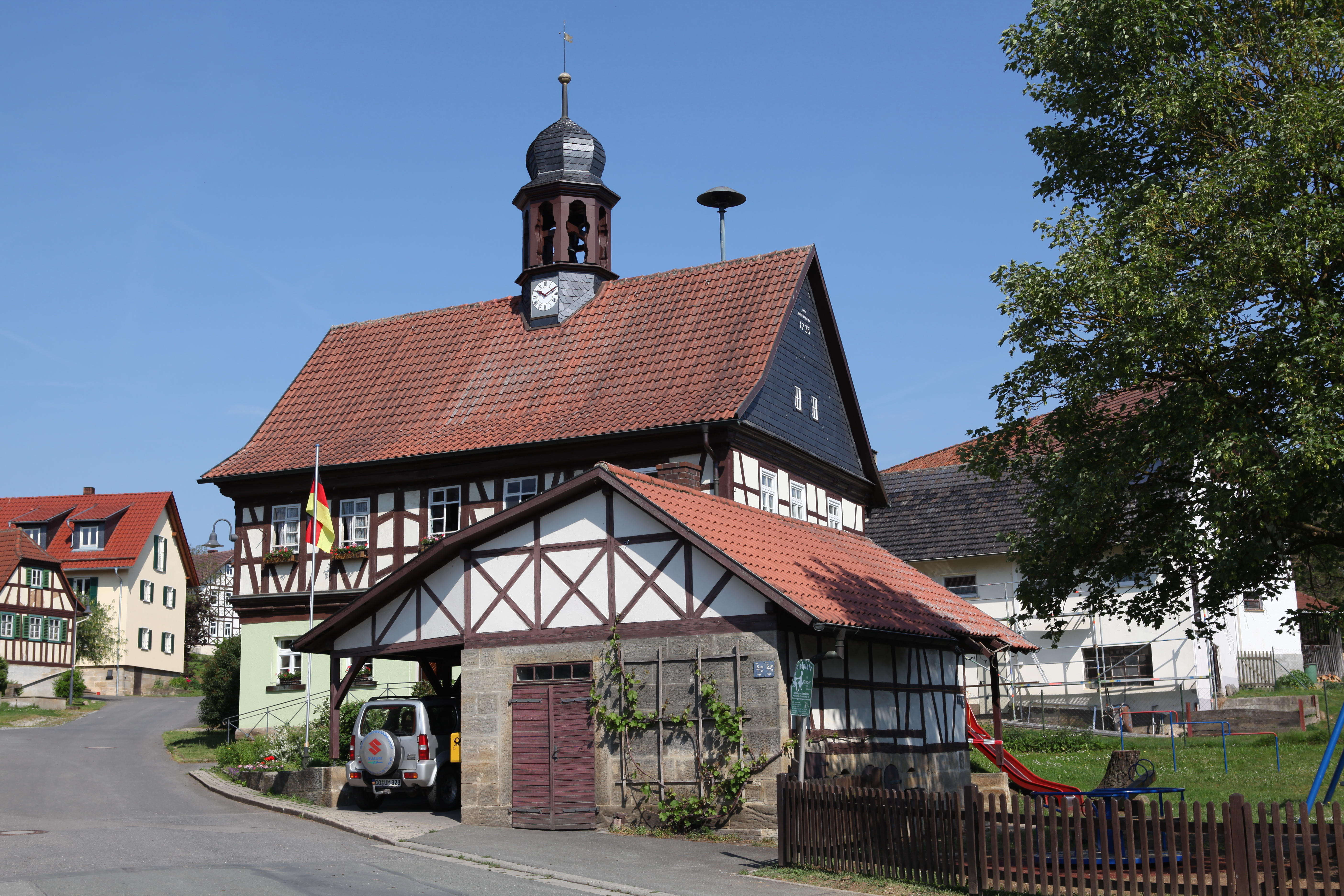
Ehemaliges Rathaus in Gossenberg, davor die ehemalige Schmiede

Das Rathaus in Gossenberg, einem Ortsteil der Gemeinde Großheirath im oberfränkischen Landkreis Coburg in Bayern, wurde 1733 errichtet. Das ehemalige Rathaus am Froschweg 2 ist ein geschütztes Baudenkmal. 
Das zweigeschossige Satteldachbau mit Fachwerkobergeschoos und verschiefertem Giebel wird von einem offenen Dachreiter mit Uhr und Zwiebelhaube bekrönt.